# التامیرا، تامائولیپاس
التامیرا، تامائولیپاس (به اسپانیایی: Altamira, Tamaulipas) از شهرهای کشور مکزیک است که در ایالت تامائولیپاس قرار دارد و جمعیت آن طبق سرشماری سال ۲۰۱۰ میلادی ۵۹٬۵۳۶ نفر بوده است.